# 島棲海龍
島棲海龍（学名：Syngnathus insulae），為輻鰭魚綱棘背魚目海龍魚科的其中一種，分布於中東太平洋區，包括墨西哥Guadalupe島海域，棲息深度可達50公尺，體長可達20.4公分，棲息在海草床。